# Vodeane, Nikopol
Vodeane (în ucraineană Водяне) este un sat în comuna Pavlopillea din raionul Nikopol, regiunea Dnipropetrovsk, Ucraina.

## Demografie
Componența lingvistică a localității Vodeane
     Ucraineană (92,52%)
     Rusă (6,54%)
     Alte limbi (0,93%)
Conform recensământului din 2001, majoritatea populației localității Vodeane era vorbitoare de ucraineană (92,52%), existând în minoritate și vorbitori de rusă (6,54%).